# Witte koebi
De Witte koebi (Plagioscion surinamensis) is een straalvinnige vissensoort uit de familie van ombervissen (Sciaenidae). De wetenschappelijke naam van de soort is voor het eerst geldig gepubliceerd in 1873 door Bleeker.
De vis komt in zoet en brak water tot op een diepte van 30 m voor en bereikt een lengte van 70,0 cm. Hij leeft in riviermondingen en benedenlopen van rivieren. Het is een viseter. Zijn verspreidingsgebied is de mondingen van de Amazone en de Magdalena en de kustrivieren van Suriname. Deze vis is in Suriname een van de populairste consumptievissen.